# 萨布隆索
萨布隆索（法語：Sablonceaux，法語發音：[sablɔ̃so]）是法国滨海夏朗德省的一个市镇，位于该省中西部，属于桑特区。

## 地理
萨布隆索（45°43'7"N, 0°53'13"W）面积22.09 平方千米，位于法国新阿基坦大区滨海夏朗德省，该省份为法国西部滨海省份，北起旺代省，西临大西洋，南至吉倫特省，东南接多爾多涅省，东北接德塞夫勒省接壤，东临夏朗德省。
与萨布隆索接壤的市镇（或旧市镇、城区）包括：巴朗扎克、勒加、楠克拉、圣罗曼德伯内、索容。

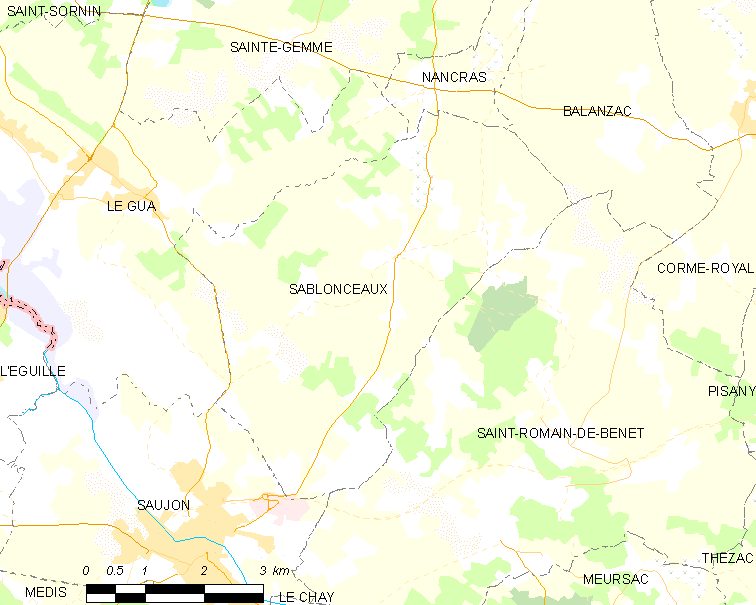
萨布隆索的OSM定位图

萨布隆索的时区为UTC+01:00、UTC+02:00（夏令时）。

## 行政
萨布隆索的邮政编码为17600，INSEE市镇编码为17307。

## 政治
萨布隆索所属的省级选区为索容县。

## 人口

1962-2008年间萨布隆索人口变化图示

萨布隆索于2022年1月1日时的人口数量为1413人。